# Ebergőc
Ebergőc è un comune di 139 abitanti situato nella contea di Győr-Moson-Sopron, nell'Ungheria nordoccidentale.